# Turó de Galzeran
El Turó d'en Galzeran o Turó d'en Mates (o també, localment, el Telègraf) és una muntanya de 484 metres situada entre el Maresme i el Vallès Oriental, a la Serralada de Marina o de la Conreria.
Aquest cim està inclòs al llistat dels 100 cims de la FEEC amb el nom de Turó d'en Galzeran o d'en Mates. El seu accés principal és pel GR-92 des del coll de la Conreria.

## Particularitats
Des del turó d'en Galzeran podem veure la panoràmica més àmplia de tot l'entorn i és el punt d'unió dels municipis d'Alella, Tiana i Martorelles de Dalt.
Hi ha un monòlit geodèsic que fou utilitzat l'any 1794 per a mesurar el meridià de Dunkerque a Barcelona, que serví per a determinar la longitud del metre. Es feu servir per a la triangulació del vèrtex format pel Matagalls, el Puig Rodó i el Turó d'en Galzeran.
Al cim d'aquest turó hi podem trobar un vèrtex geodèsic (referència 291120001).